# Kathleen Beller
Pour les articles homonymes, voir Beller.
Kathleen Beller, née le 19 février 1956, est une actrice américaine. Elle est nommée pour le Golden Globe de la meilleure actrice dans un second rôle pour son rôle dans Promises in the Dark en 1980, et connue pour avoir interprété le personnage de Kirby Anders dans deux saisons de la série télévisée Dynastie.

## Biographie
Kathleen Beller commence sa carrière en apparaissant dans des publicités. Elle fait ses débuts d'actrice à la télévision en 1971, prenant la suite de Denise Nickerson pour interpréter le rôle de Liza Walton Sentell dans la série C'est déjà demain. Elle y joue plus de 600 épisodes jusqu'en 1974, date à laquelle elle déménage de New York à Los Angeles. Elle fait une apparition au cinéma dans Le Parrain, 2e partie de Francis Ford Coppola, dépeignant une actrice dans une pièce de théâtre à laquelle assiste Vito Corleone. Elle a un rôle plus important aux côtés de Tommy Lee Jones dans Betsy de Daniel Petrie en 1978. L'année suivante, son interprétation dans Promises in the Dark lui vaudra une nomination aux Golden Globes.
Elle devient plus connue du public grâce à son rôle dans la série Dynastie de 1982 à 1984.

## Vie privée
Kathleen Beller est mariée avec l'acteur Michael Hoit de 1980 à 1986,. Elle est mariée avec le musicien Thomas Dolby depuis 1988, ils ont trois enfants.

## Filmographie

### Cinéma
- 1974 : Le Parrain, 2e partie (The Godfather: Part II) de Francis Ford Coppola : Fille dans la pièce Senza Mamma
- 1978 : Betsy (The Betsy) de Daniel Petrie : Betsy Hardeman
- 1978 : Folie Folie (Movie Movie) de Stanley Donen : Angie Popchik
- 1979 : Promises in the Dark de Jerome Hellman : Buffy Koenig
- 1981 : Le Policeman (Fort Apache, The Bronx) de Daniel Petrie : Theresa
- 1981 : La Fille du lac (en) (Surfacing) de Claude Jutra : Kate
- 1982 : L'Épée sauvage (The Sword and the Sorcerer) d'Albert Pyun : Alana
- 1983 : Touched de John Flynn : Jennifer
- 1989 : Time Trackers de Howard R. Cohen : R. J. Craig
- 1992 : Parlez-moi d'amour (Life After Sex) de Serge Rodnunsky
- 1993 : Legacy (en) de Kieth Merrill : Eliza Williams

### Télévision
- 1971-1974 : C'est déjà demain (Search for Tomorrow) : Liza Walton Sentell #2 (620 épisodes)
- 1975 : Baretta : Carla (saison 1, épisode 7)
- 1975 : Crime Club de Jeannot Szwarc (téléfilm) : Pam Agostino
- 1975 : Hawaï police d'État : Elena Mendoza (saison 8, épisode The Waterfront Steal)
- 1976 : Médecins d'aujourd'hui : Sharon (saison 7, épisode 17)
- 1976 : Bert D'Angelo/Superstar (en) : Melanie (épisode 5)
- 1976 : At Ease! de Bob Claver (téléfilm) : Stacy Rumsey
- 1976 : Visions (en) : Ruth Schwartz (saison 1, épisode 6)
- 1977 : L'Homme qui valait trois milliards : Little Deer (saison 4, épisode Mission souterraine)
- 1977 : Section contre-enquête : Gina Wallace (épisode The Parasite)
- 1977 : Something for Joey de Lou Antonio (téléfilm) : Jean Cappelletti
- 1977 : Barnaby Jones : Julie Enright (saison 5, épisode 24)
- 1977 : Mary White (en) de Jud Taylor (téléfilm) : Mary White
- 1978 : Having Babies III de Jackie Cooper (téléfilm) : Dawn
- 1978 : What Really Happened to the Class of '65?
- 1978 : Are You in the House Alone? (en) de Walter Grauman (téléfilm) : Gail Osborne
- 1980 : Mother and Daughter: The Loving War (en) de Burt Brinckerhoff (téléfilm) : Renie
- 1980 : Rappaccini's Daughter de Dezsö Magyar  (téléfilm) : Beatrice
- 1981 : Cauchemar (en) (No Place to Hide) de John Llewellyn Moxey (téléfilm) : Amy Manning
- 1981 : Adieu Irlande (en) (Manions of America) (mini-série) : Maureen O'Brian (3 épisodes)
- 1982 : Les Bleus et les Gris (mini-série) : Kathy Reynolds (3 épisodes)
- 1982-1984 : Dynastie : Kirby Anders (en) (45 épisodes)
- 1984 : Glitter (en) : Princesse Lisa (épisode 2)
- 1985 : Messages de l'Au-delà (Deadly Messages) de Jack Bender (téléfilm) : Laura Daniels
- 1985-1989 : Arabesque : Maria Deschier / Mary Carver (2 épisodes)
- 1986 : Blacke's Magic (en) : Carla Gasparini (épisode pilote)
- 1987 : Le Secret de l'héritier (Cloud Waltzing) de Gordon Flemyng (téléfilm) : Meredith Tolliver
- 1987-1988 : The Bronx Zoo (en) : Mary Caitlin Callahan (21 épisodes)
- 1991 : Danger Team de Helaine Head (téléfilm) : Cheryl Singer
- 1991 : Dynastie : La réunion (en) (mini-série) : Kirby Anders Colby (2 épisodes)